# Азёвское сельское поселение
Азёвское сельское поселение — муниципальное образование Агрызского района Республики Татарстан. Административный центр — село Азёво.

## Географическое положение
Площадь территории Азёвского сельского поселения составляет 108,294 км², в том числе площадь земель сельскохозяйственного назначения — 56,53 км². Границы поселения установлены Законом Республики Татарстан от 31 января 2005 года № 14-ЗРТ «Об установлении границ территорий и статусе муниципального образования „Агрызский муниципальный район“ и муниципальных образований в его составе».

## История
В 1922 году в составе Салаушской волости Елабужского уезда Вятской губернии был образован Азёвский сельский совет депутатов трудящихся, на территории которого располагались населённые пункты Азёво и Арзамасцево. В 1959 году в связи с укрупнением сельсоветов была присоединена деревня Контузла Волковского сельсовета, а после расформирования Кулегашского сельсовета — деревня Каменный Ключ.

## Состав сельского поселения
В состав сельского поселения входят следующие населённые пункты:
- село Азёво
- деревня Каменный Ключ
- деревня Контузла
- деревня Чачка

## Демография
| 2002 | 2010 | 2011 | 2012 | 2013 | 2014 | 2015 |
| ---- | ---- | ---- | ---- | ---- | ---- | ---- |
| 668  | ↘630 | ↘629 | ↘600 | ↘575 | ↘573 | ↘543 |
| 2016 | 2017 | 2018 | 2019 | 2020 | 2023 |      |
| ↘527 | ↘511 | ↘484 | ↗488 | ↘470 | ↘451 |      |

Численность постоянного населения по данным Всероссийской переписи населения 2002 года составляла 668 человек.